# ニコラエ・ザムフィール
ニコラエ・ザムフィール（ルーマニア語: Nicolae Zamfir, 1944年12月14日 - 2022年9月14日 ）は、ルーマニア・クラヨーヴァ出身のサッカー選手、指導者。

## 来歴
1999年7月に、成績不振で解任されたゲルト・エンゲルスの後任としてジェフユナイテッド市原（現：ジェフユナイテッド千葉）の監督に就任、後期から指揮を執った。前期は16チーム中15位だったチームをJ1残留させた。しかし、2000年は、前期は11位だったものの、後期は8試合で1勝しかできず、8月に解任された。
2022年9月14日、クラヨーヴァで死去したと報じられた。

## 指導歴
- 1980年 - 1986年  CSウニヴェルシタテア・クラヨーヴァU-18、U-21[2]
- 1986年 - 1990年  CSウニヴェルシタテア・クラヨーヴァ[2]
- 1990年 - 1991年  ヴィディン（英語版）[2]
- 1991年 - 1993年  FCウニヴェルシタテア・クラヨーヴァU-18[2]
- 1993年 - 1994年  FCドロベタ＝トゥルヌ・セヴェリン（英語版）[2]
- 1994年 - 1995年  Secund la echipa mare a Craiovei[2]
- 1995年 - 1996年  Chimia Râmnicu Vâlcea[2]
- 1997年  FCウニヴェルシタテア・クラヨーヴァ[2]
- 1999年7月 - 2000年  ジェフユナイテッド市原